# Károly Németh
Pour les articles homonymes, voir Németh.
Dans le nom hongrois Németh Károly, le nom de famille précède le prénom, mais cet article utilise l’ordre habituel en français Károly Németh, où le prénom précède le nom.
Károly Németh (prononcé /kaːɾoj neːmɛth/, né le 14 décembre 1922 à Páka et mort le 12 mars 2008 à Budapest. Il est le président de la république populaire de Hongrie du 25 juin 1987 au 29 juin 1988.